# Elizeum w Warszawie

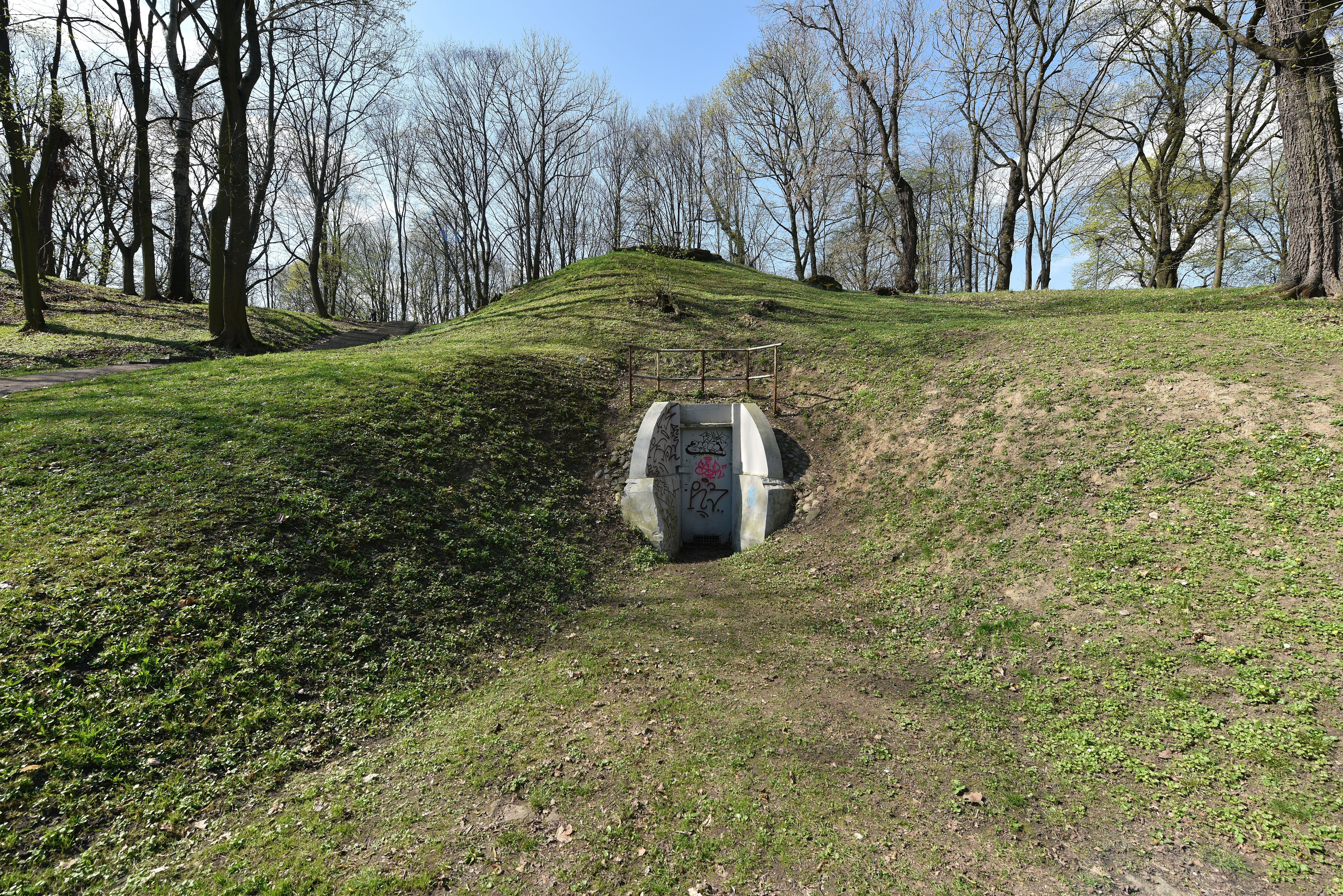
Wejście do Elizeum i jego otoczenie (2017)

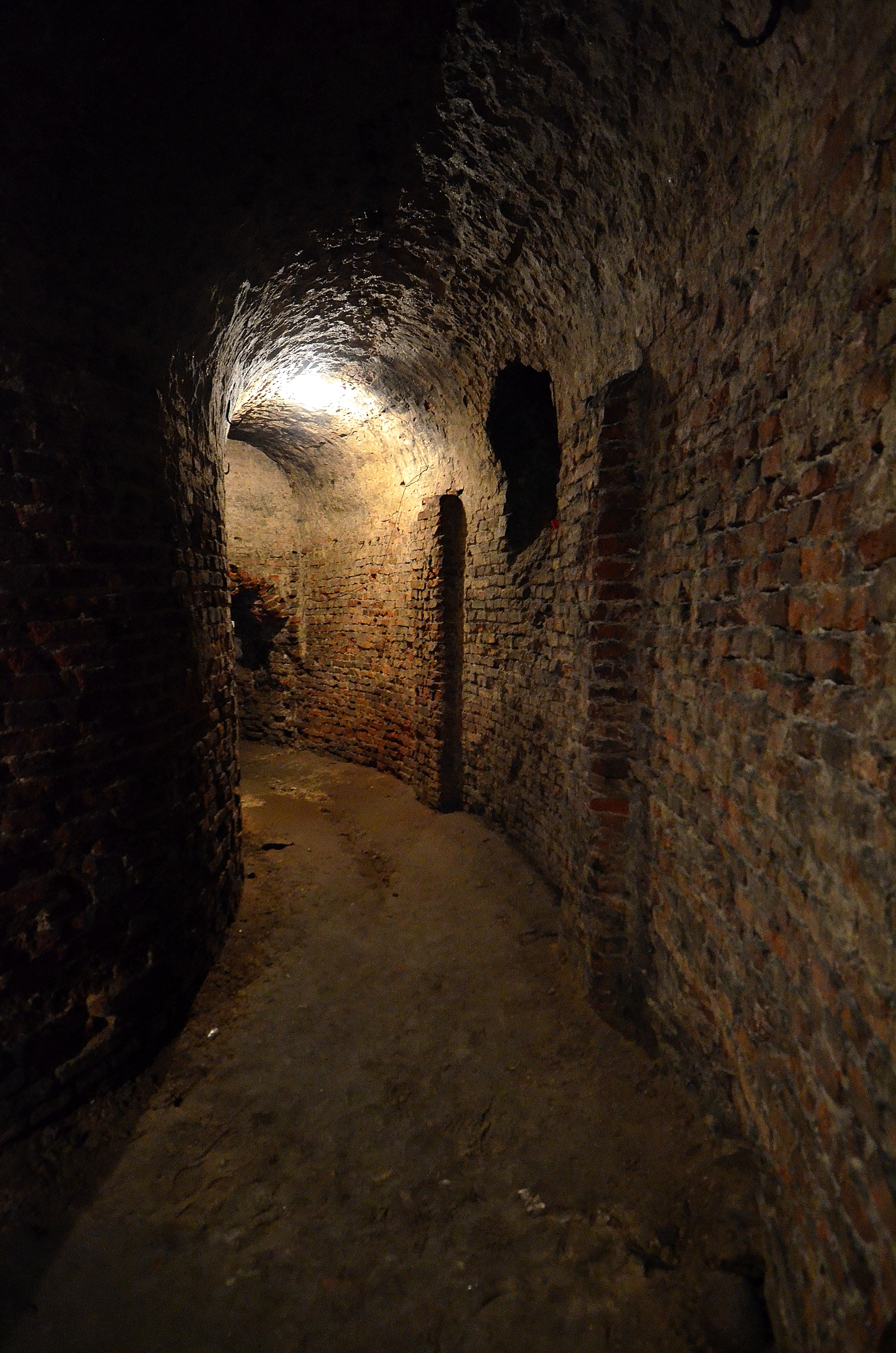
Korytarz obiegający komorę główną Elizeum

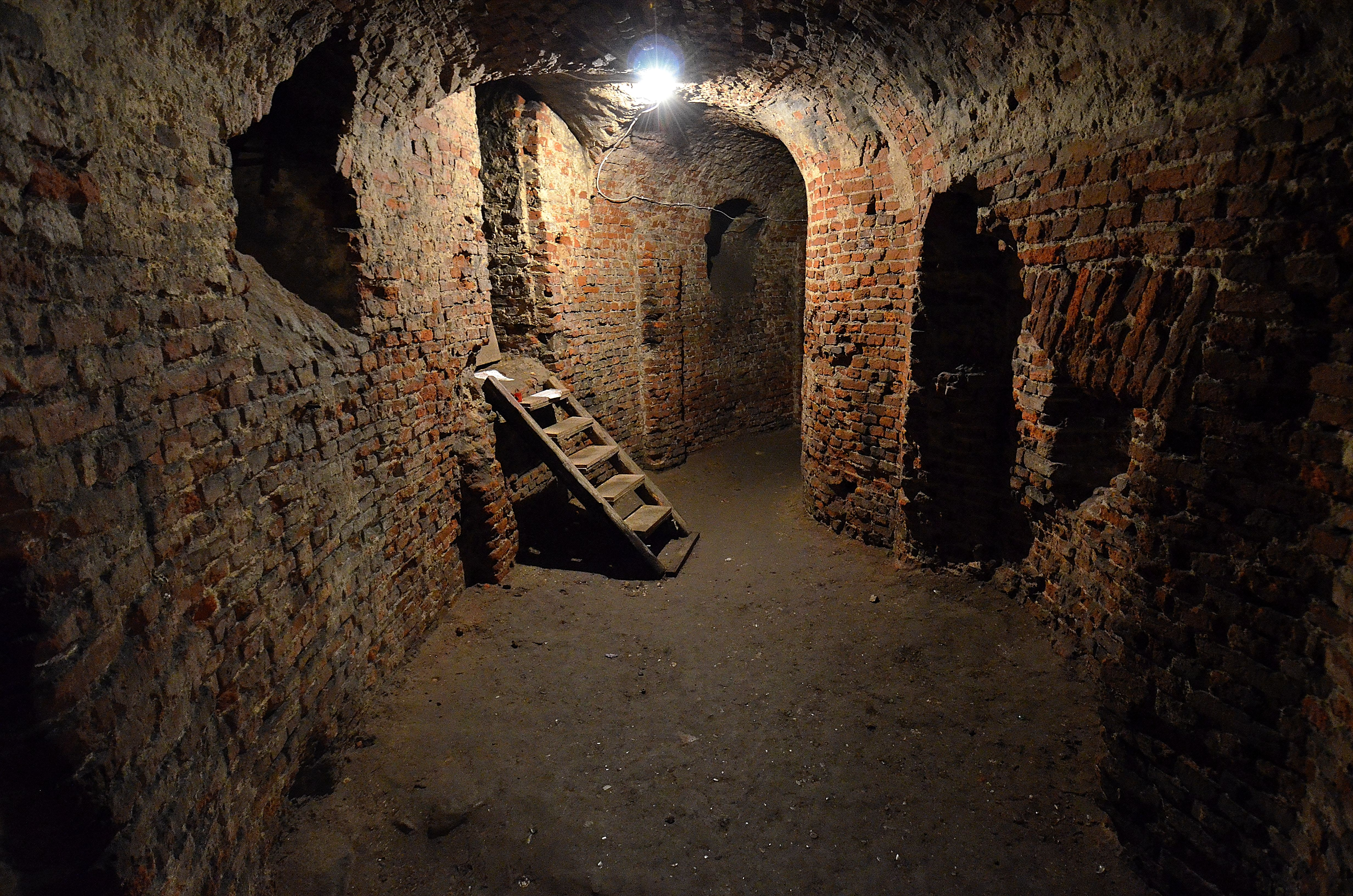
Jedna z komór bocznych

Elizeum – podziemna rotunda wykonana z cegły usytuowana w stoku skarpy warszawskiej, znajdująca się na terenie parku Marszałka Edwarda Rydza-Śmigłego (parku Na Książęcem) w pobliżu skrzyżowania ulic Książęcej i Kruczkowskiego w Warszawie. 
Jest budowlą w typie maison de plaisance (domu przyjemności), jedynym z zachowanych pawilonów ogrodowych wchodzących w skład kompleksu ogrodu romantycznego na „Książęcem”, założonego przez podkomorzego Kazimierza Poniatowskiego, brata króla Stanisława Augusta. 

## Historia
Budowla powstała w latach 1776–1778 według projektu Szymona Bogumiła Zuga. Elizeum jest zakomponowane na planie centralnym, zamknięte z czterech stron półkolistymi niszami i przykryte kopułą udekorowaną wewnątrz sztukaterią (czyli plastyczną dekoracją gipsową). Dekoracje sztukatorskie się nie zachowały. Kopuła ma rozpiętość 763 cm i zbliżoną wysokość. Część centralną na dwóch kondygnacjach obiegają korytarze ze sklepieniem kolebkowym. Wnętrze doświetlone było kiedyś przez okrągły otwór w sklepieniu, na którym stała zewnętrzna latarnia na rzucie ośmioboku, o kształcie przypominającym pawilon chiński. Obecnie w tym miejscu jest niewielki otwór, mało widoczny wśród traw porastających skarpę, wpuszczający zaledwie smugę światła. 

Pierwotnie Elizeum miało trzy wejścia. Z opisu sporządzonego przez Zuga dowiadujemy się, że: 

"Ogród […] choć przed siedmiu laty zaczęty, dotychczas nie jest jeszcze ukończony; wszakże są już niektóre piękne części całkowicie wykonane; takiemi są: grota i wodozbiory w skale kute, oraz kaskada, spadająca u stóp góry pokrytej dzikiem zaroślem i drzewami. Jeden z podziemnych chodników oświecony dostatecznie przez kilka z góry otworów, prowadzi po różnych zakrętach do drzwi, które się otwierają niespodzianie na podziemną salę należycie światłą, której ściany i kilka kolumn wspierające cztery wielkie wnęki z siedzeniami są z fałszywego marmuru i utrzymują banią pięknie i ozdobnie wyżłobioną z otworem u góry, oświecającym to podziemie. Ośm popiersi Cesarzów Rzymskich umieszczone są na wspornikach kolo ściany, a płaskorzeźby znajdują się nadedrzwiami. Przed tą grotą wyrobioną ze siuku i dość dobrze naśladującą naturę, znajduje się obszerna sadzawka z wyspą […]. Na wzgórzu znajduje się jeszcze wieża turecka czyli minaret ze wschodnimi krętemi wiodącymi na wierzchołek, a niedaleko zdtąd mały budynek w tymże smaku służący za kuchnię, z którego przejściem podziemnym można dostać się do salonu o którym wyżej wspomnieliśmy. U stóp góry pod wieżą jest jeszcze mały folwarczek. W ogólności zaś wszystkie te budowle miały połączyć z domem wielkim projektowanym, na który już potrzebny kamień sprowadzono; ale że zamiar ten nie przyszedł do skutku, budowy więc te nie mając żądnego z sobą związku, są tylko cząstkami oderwanemi, których istnienie zastanawia widza. Mimo to wysady tutejsze dobrze utrzymane służyły za przyjemną przechadzkę dla publiczności”.

Po krótkim okresie swojej świetności Elizeum, pozostawione bez właściciela, przez wiele lat było użytkowane w sposób niewłaściwy. Plądrowane i niszczone w XIX i XX wieku popadło w ruinę, stało się miejscem zapomnianym i opuszczonym.

### Stan obiektu
Wnętrze Elizeum pozbawione jest wystroju, jedynymi świadkami dawnej świetności są odciski kasetonów dekorujących sklepienie, fragmenty tynku w bocznym korytarzu imitującego sztuczną skałę oraz fragment trójbarwnej polichromii w układzie pasowym na ścianie górnego korytarza.
Obiekt wymaga kosztownego remontu, osuszenia, odkrycia przykrywającej go ziemi i zaizolowania. Biuro Stołecznego Konserwatora Zabytków prowadzi działania mające doprowadzić do remontu i adaptacji Elizeum. W technice laserowej wykonano szczegółową inwentaryzację obiektu oraz animację 3D z prezentacją wnętrza, a także liczne ekspertyzy. W wyniku badań stwierdzono, iż obiekt jest mocno zawilgocony, w niektórych miejscach wilgotność cegły sięga 18–19%, co jest niemal maksymalnym możliwym zawilgoceniem cegły, a wilgotność powietrza przekracza 90%. Pomimo tego konstrukcja obiektu jest stabilna. Nie zauważono na powierzchni murów głębokich pęknięć ani zarysowań, mogących świadczyć o uszkodzeniach powstałych na skutek przekroczenia stanu granicznego nośności konstrukcji. Natomiast prawie całkowitemu zniszczeniu uległy tynki. W trakcie odkrywek odkopano kamienny pierścień z piaskowcowych ciosów o przekroju 36 x 20 cm. Jest to cokół, na którym stała latarnia doświetlająca obiekt. 
Budowla odznacza się bardzo dobrą akustyką. 

### Rewitalizacja
W 2008 roku zorganizowano warsztaty dla młodych architektów, których celem było przedstawienie różnych koncepcji adaptacji Elizeum i rozpoczęcie dyskusji na ten temat. Architekci zaproponowali w miejscu Elizeum m.in. restaurację, galerię, salę koncertową, teatr oraz łaźnię. Wśród propozycji pojawił się również projekt odtworzenia domku imama z minaretem, wiejskiej karczmy i pawilonu chińskiego. 
Prace warsztatowe i wyniki dyskusji publicznej stanowiły podstawę do przygotowania zaleceń konserwatorskich. Zadaniem podstawowym jest zabezpieczenie obiektu tak, aby jak najwierniej oddawał charakter zabytkowej budowli. Po remoncie Elizeum powinno być przeznaczone do zwiedzania, z możliwością ekspozycji czasowych wystaw i wykorzystaniem sali do kameralnych koncertów i różnego rodzaju przedsięwzięć kulturalnych. 
Obiekt ten stanowi ważne w skali regionu zimowisko nietoperzy, znajdujące się na liście najważniejszych europejskich zimowisk nietoperzy, prowadzonej przez Porozumienie o Ochronie Populacji Europejskich Nietoperzy EUROBATS. W celu ochrony tych zwierząt w Elizeum zamontowano dla nich budki lęgowe. W podziemnej budowli zamieszkały także traszki zwyczajne. Wszelkie działania renowacyjne muszą więc brać pod uwagę ochronę tych zwierząt. W 2021 roku zakończono prace nad udrożnieniem górnego wejścia do Elizeum w celu zapewnienia lepszej wentylacji. Wstawiono wtedy kratę i wewnętrzne stalowe drzwi, które są zamykane na zimę. W 2022 roku odkryto i zinwentaryzowane dodatkowe kanały wentylacyjne i wentylacyjno-doświetlające, jednak z 12 kanałów tylko 4 były drożne. Otwory przykryto daszkami, aby powstrzymać napływ do środka budowli wód opadowych.
Elizeum zarządza Zarząd Zieleni m.st. Warszawy. Jest udostępniane do zwiedzania podczas Nocy Muzeów i Europejskich Dni Dziedzictwa.